# Celatiscincus similis
Espèce
Statut de conservation UICN

 EN B1ab(i,ii,iii,iv)+2ab(i,ii,iii,iv) : En danger
Celatiscincus similis est une espèce de sauriens de la famille des Scincidae.

## Répartition
Cette espèce est endémique de la province Nord en Nouvelle-Calédonie.

## Description
C'est un saurien ovipare.

## Étymologie
Le nom spécifique similis vient du latin similis, similaire, en référence au fait que cette espèce est très proche de Celatiscincus euryotis.

## Publication originale
- Sadlier, Smith & Bauer 2006 : A new genus for the New Caledonian scincid lizard Lygosoma euryotis Werner, 1909, and the description of a new species. Records of the Australian Museum, vol. 58, no 1, p. 19-28 (texte intégral).